# Gare de Ponthierry - Pringy
La gare de Ponthierry - Pringy est une gare ferroviaire française de la ligne de Corbeil-Essonnes à Montereau, située dans la commune de Saint-Fargeau-Ponthierry, dans le département de Seine-et-Marne en région Île-de-France.
Ouverte en 1897 par la Compagnie des chemins de fer de Paris à Lyon et à la Méditerranée, c'est aujourd'hui une gare de la Société nationale des chemins de fer français (SNCF) desservie par les trains de la ligne D du RER. Elle se situe à une distance de 47,62 km de Paris-Gare-de-Lyon.

## Situation ferroviaire
La gare de Ponthierry - Pringy, édifiée à 45 m d'altitude, est située au point kilométrique (PK) 47,628 de la ligne de Corbeil-Essonnes à Montereau.
Elle constitue le sixième point d'arrêt de la ligne après la gare de Saint-Fargeau et précède la gare de Boissise-le-Roi.

## Histoire

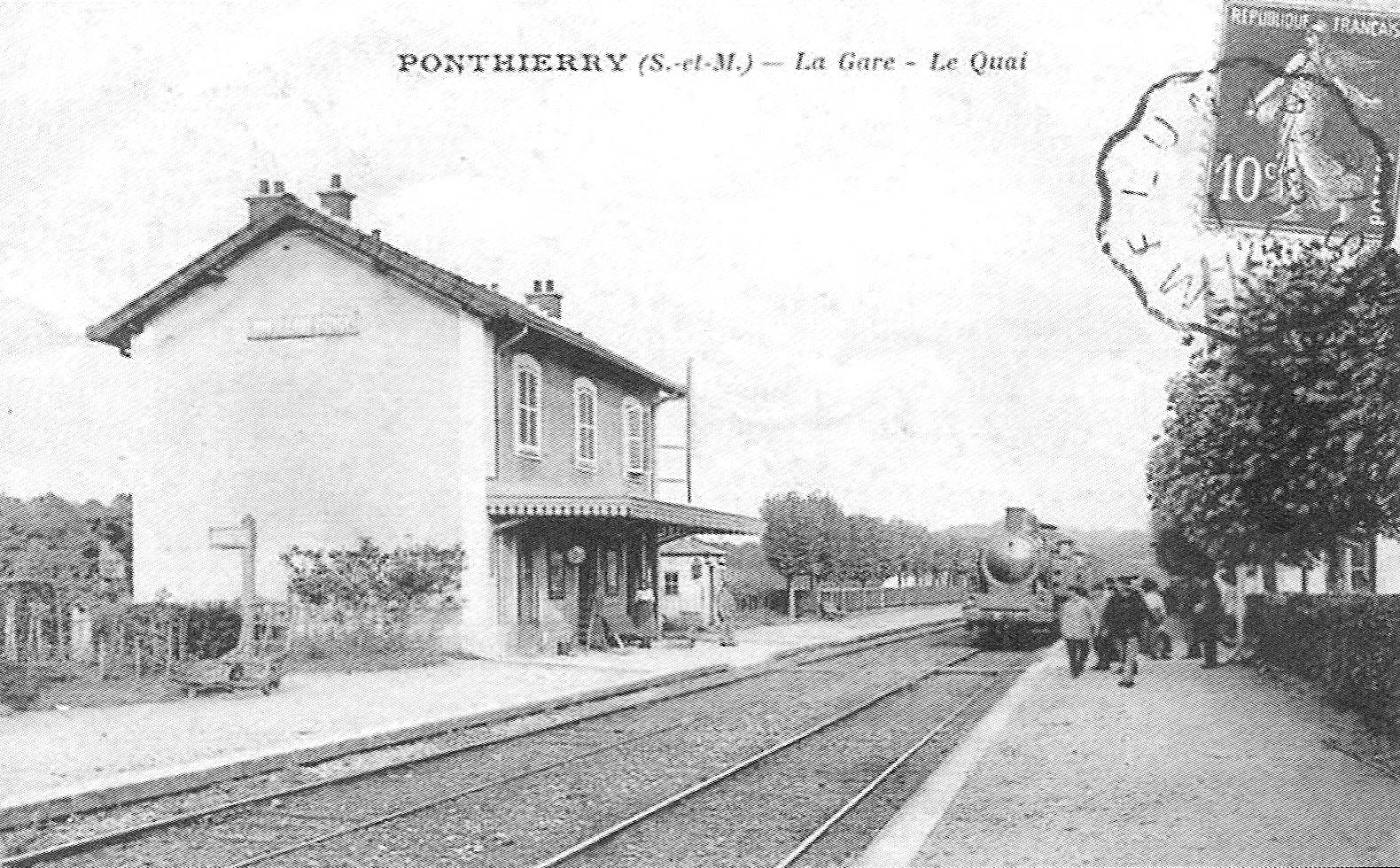
Vue de l'intérieur de la gare au début du XXe siècle.

La gare de Ponthierry - Pringy  a été ouverte au public en 1897, dès l’inauguration de la ligne de Corbeil à Melun et à Montereau. Située sur le territoire de la commune de Saint-Fargeau - Ponthierry, cette gare tient son nom d'un des villages de la commune, Ponthierry, et du nom de la commune voisine, Pringy. Dès l'ouverture de la ligne, la commune de Saint-Fargeau - Ponthierry disposait donc de deux gares sur son territoire, la deuxième étant celle de Saint-Fargeau.
Cette gare est une des cinq gares ou stations historiques de la ligne entre Corbeil et Melun avec la gare du Coudray-Montceaux et les  stations de Villabé, Saint-Fargeau et Vosves. La gare Ponthierry - Pringy  était la gare la plus importante entre Corbeil et Melun et elle disposait d'un service de marchandises.
Jusqu'à la mise en service de la partie sud de la ligne D du RER en 1995, les trains desservant la gare de Ponthierry - Pringy effectuaient des trajets réguliers entre Paris-Gare-de-Lyon et Melun tous les jours de la semaine, en soirée et jusqu'après minuit. Ce n'est qu'à partir de 1999 que Paris n'a plus été desservie aux heures de pointe en semaine et qu'un système de navettes entre Melun et la gare de Juvisy a été mis en place. Puis, en 2005, les trains de soirée et de nuit ont été remplacés par des cars du réseau Noctilien,.
À partir du mois de décembre 2018, lors de la mise en place du service annuel 2019, la desserte de la gare est modifiée : il n'y a plus d'accès direct vers Paris ; aux heures de pointe, des navettes assurent des liaisons Melun - Corbeil-Essonnes et, aux heures creuses, des navettes assurent des liaisons Melun - Juvisy via Ris-Orangis.

## Fréquentation
De 2015 à 2021, selon les estimations de la SNCF, la fréquentation annuelle de la gare s'élève aux nombres indiqués dans le tableau ci-dessous.
| Année     | 2015    | 2016    | 2017    | 2018    | 2019    | 2020    | 2021    |
| --------- | ------- | ------- | ------- | ------- | ------- | ------- | ------- |
| Voyageurs | 511 417 | 513 654 | 513 571 | 503 026 | 495 137 | 225 928 | 421 325 |

## Services voyageurs

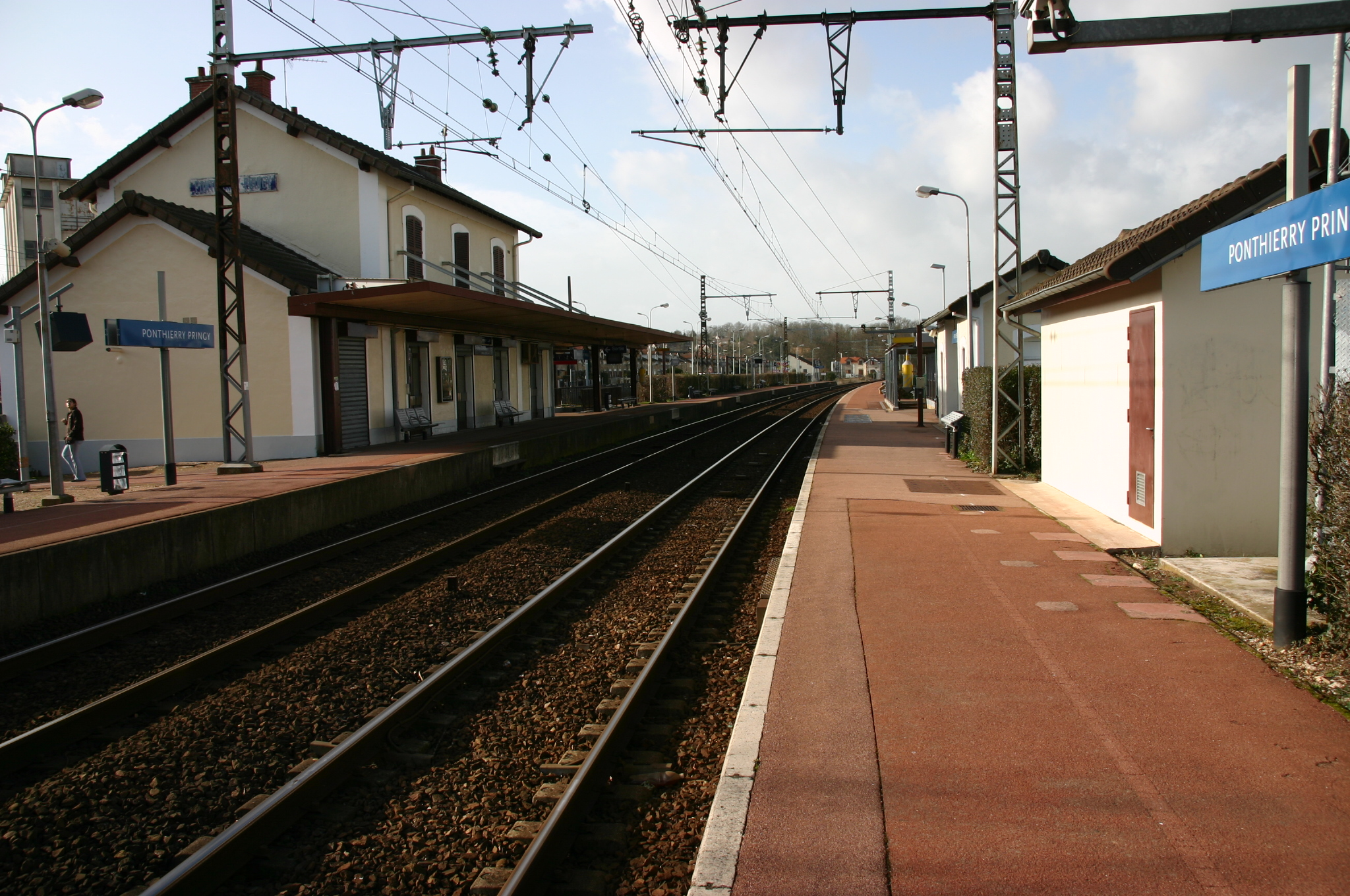
À gauche, la voie 2 en direction de Corbeil-Essonnes ; à droite, la voie 1 en direction de Melun.

### Accueil
La gare de Ponthierry-Pringy dispose d'un bâtiment voyageurs. Un service commercial y est assuré du lundi au vendredi de 7 h 30 à 14 h 10, fermé les samedis, dimanches et jours fériés. En dehors des heures d'ouverture de la gare, un automate permet la délivrance de titres de transport pour toutes les gares du réseau Transilien. Chaque quai de la gare est équipé d'un abri voyageurs, celui de la voie 1, opposé au bâtiment voyageurs, étant semi-fermé. Un passage souterrain permet l'accès d'un quai à l'autre. La gare dispose d'un parking auto devant la gare.

### Desserte
La gare est desservie par les trains du RER D. Aux heures de pointe, seules des navettes Juvisy - Corbeil - Melun circulent. Aux heures creuses et le weekend, tous les trains desservent Paris-Gare-de-Lyon et au-delà vers le nord, selon les missions.
Depuis 2005, la gare n'est plus desservie par les trains au départ de Corbeil-Essonnes et de Melun en soirée et la nuit. La ligne 500 du réseau de bus Évry Centre Essonne assure à la place la desserte des gares entre Corbeil-Essonnes et Melun.

### Correspondances
La gare est desservie par les lignes 3630 et 3634 du réseau de bus Grand Melun, la ligne 3420 du réseau de bus Fontainebleau - Moret et par les services de transport à la demande « Boissise-le-Roi Pringy », « Saint-Fargeau » et « Sainte-Assise » du réseau de bus Grand Melun et par le service de soirée 4250 du réseau de bus Évry Centre Essonne.